# اوییلانکولام
اوییلانکولام (به لاتین: Uyilankulam) یک منطقهٔ مسکونی در سری‌لانکا است که در ناحیه منار واقع شده‌است. اوییلانکولام ۲ کیلومتر مربع مساحت دارد.